# Мировая Лига по баскетболу среди женских клубных команд 2003
Кубок Мира по баскетболу среди женских клубных команд  — турнир, который стал прототипом Мировой лиги, прошёл с 14 по 19 октября 2003 года в «МТЛ-Арене» (Самара). Кубок Мира стоимостью 25 тыс. долларов выиграли хозяйки турнира — ВБМ-СГАУ.

## Формат и участники
8 команд-участниц на предварительном этапе были разбиты на две группы. 4 команды (по две лучшие из групп) вышли в плей-офф и по системе с выбыванием определили призёров кубка.
| Конфедерация / Страна                     | Клуб                                    | Основание квалификации                            |
| ----------------------------------------- | --------------------------------------- | ------------------------------------------------- |
| ФИБА Азия (Азия)                          | Вурибанк Ханса (Сеул, Республика Корея) | Чемпион Южной Кореи                               |
| ФИБА Африка (Африка)                      | Мамбас де Мозамбик (Мапуту, Мозамбик)   | Обладатель Кубка Чемпионов Африки                 |
| ФИБА Америка (Северная Америка)           | сборная клубов WNBA                     |                                                   |
| ФИБА Америка CONSUBASQUET (Южная Америка) | Сан-Паулу (Сан-Паулу, Бразилия)         | Обладатель Кубка Чемпионов Южной Америки          |
| ФИБА Океания (Океания)                    | Канберра Кэпиталз (Канберра, Австралия) | Победитель WNBL                                   |
| ФИБА Европа (Европа)                      | Орши (Валансьен, Франция)               | Финалист Евролиги                                 |
| РФБ (Россия)                              | УГМК (Екатеринбург, Россия)             | Победитель Евролиги, победитель Чемпионата России |
| РФБ (Россия)                              | ВБМ-СГАУ (Самара, Россия)               | Серебряный призёр Чемпионата России               |

## Групповой турнир

### Группа А
1-й тур
| 14 октября 2003 |                                                                   | УГМК | 83 : 52                              | Сан-Паулу | «МТЛ-Арена», Самара Зрителей: 1 200 |
| 14 октября 2003 | 16:11, 24:22, 17:15, 26:4                                         |      |                                      |           | «МТЛ-Арена», Самара Зрителей: 1 200 |
| 14 октября 2003 | Уильямс 15, Стинсон 15, Абросимова 11, Милтон-Джонс 10, Осипова 8 | Очки | Маркаль 16, Аркайн 14, К. да Силва 9 |           | «МТЛ-Арена», Самара Зрителей: 1 200 |

| 14 октября 2003 |                             | сборная клубов WNBA | 86 : 53        | Вурибанк Ханса | «МТЛ-Арена», Самара |
| 14 октября 2003 | 15:23, 22:3, 20:13, 29:14   |                     |                |                | «МТЛ-Арена», Самара |
| 14 октября 2003 | Форд 18, Лоусон 14, Сноу 13 | Очки                | Ким18, Гант 18 |                | «МТЛ-Арена», Самара |

2-й тур
| 15 октября 2003 |                                                                               | УГМК | 96 : 56                  | Вурибанк Ханса | «МТЛ-Арена», Самара Зрителей: 1 200 |
| 15 октября 2003 | 28:16, 16:14, 24:11, 28:15                                                    |      |                          |                | «МТЛ-Арена», Самара Зрителей: 1 200 |
| 15 октября 2003 | Архипова 17, Милтон-Джонс 15, Уильямс 13, Свупс 12, Стинсон 11, Абросимова 11 | Очки | Уокер 26, Гант 10, Ким 8 |                | «МТЛ-Арена», Самара Зрителей: 1 200 |

| 15 октября 2003 |                            | Сан-Паулу | 62 : 87                | сборная клубов WNBA | «МТЛ-Арена», Самара |
| 15 октября 2003 | 11:22, 15:22, 23:22, 13:21 |           |                        |                     | «МТЛ-Арена», Самара |
| 15 октября 2003 | Аркайн 20, К. да Силва 12  | Очки      | Фердинанд 21, Томас 14 |                     | «МТЛ-Арена», Самара |

3-й тур
| 16 октября 2003 |                                                  | УГМК | 68 : 54                     | сборная клубов WNBA | «МТЛ-Арена», Самара Зрителей: 2 000 |
| 16 октября 2003 | 25:14, 14:12, 15:14, 14:14                       |      |                             |                     | «МТЛ-Арена», Самара Зрителей: 2 000 |
| 16 октября 2003 | Милтон-Джонс 20, Свупс 16, Уильямс 12, Стинсон 7 | Очки | Лоусон 11, Томас 7, Тизли 7 |                     | «МТЛ-Арена», Самара Зрителей: 2 000 |

| 16 октября 2003 |                            | Сан-Паулу | 75 : 80         | Вурибанк Ханса | «МТЛ-Арена», Самара |
| 16 октября 2003 | 19:21, 18:20, 17:18, 21:21 |           |                 |                | «МТЛ-Арена», Самара |
| 16 октября 2003 | Аркайн 26, К. да Силва 14  | Очки      | Уокер 31, Ли 15 |                | «МТЛ-Арена», Самара |

Итоговая таблица
| Место | Команда             | И | В | П | М         | Очки |
| ----- | ------------------- | - | - | - | --------- | ---- |
| 1     | УГМК                | 3 | 3 | 0 | 247 − 162 | 6    |
| 2     | сборная клубов WNBA | 3 | 2 | 1 | 227 − 183 | 5    |
| 3     | Вурибанк Ханса      | 3 | 1 | 2 | 189 − 257 | 4    |
| 4     | Сан-Паулу           | 3 | 0 | 3 | 189 − 250 | 3    |

### Группа В
1-й тур
| 14 октября 2003 |                                                   | ВБМ-СГАУ | 60 : 79                                               | Орши | «МТЛ-Арена», Самара Зрителей: 2 500 |
| 14 октября 2003 | 19:16, 11:17, 18:18, 12:28                        |          |                                                       |      | «МТЛ-Арена», Самара Зрителей: 2 500 |
| 14 октября 2003 | Мабика 17, Водичкова 11, Корстин 8, Рахматулина 7 | Очки     | Фистер 22, Баткович 18, Соре-Гиллеспи 16, Ле Дреан 10 |      | «МТЛ-Арена», Самара Зрителей: 2 500 |

| 14 октября 2003 |                          | Канберра Кэпиталз | 102 : 45    | Мамбас де Мозамбик | «МТЛ-Арена», Самара |
| 14 октября 2003 | 24:7, 27:11, 26:5, 25:22 |                   |             |                    | «МТЛ-Арена», Самара |
| 14 октября 2003 | Джексон 26, Бэрри 15     | Очки              | Азинаира 12 |                    | «МТЛ-Арена», Самара |

2-й тур
| 15 октября 2003 |                                                                                 | ВБМ-СГАУ | 108 : 31                | Мамбас де Мозамбик | «МТЛ-Арена», Самара Зрителей: 2 500 |
| 15 октября 2003 | 29:3, 26:12, 24:6, 29:10                                                        |          |                         |                    | «МТЛ-Арена», Самара Зрителей: 2 500 |
| 15 октября 2003 | Артешина 16, Водичкова 15, Рахматулина 15, Мабика 11, Щеголева 11, Наймушина 10 | Очки     | Ндауанэ 8, Бранкузино 7 |                    | «МТЛ-Арена», Самара Зрителей: 2 500 |

| 15 октября 2003 |                                  | Орши | 89 : 68             | Канберра Кэпиталз | «МТЛ-Арена», Самара |
| 15 октября 2003 | 22:23, 18:11, 20:22, 29:12       |      |                     |                   | «МТЛ-Арена», Самара |
| 15 октября 2003 | Воутерс 26, Лоусон 18, Фистер 16 | Очки | Джексон 24, Хилл 14 |                   | «МТЛ-Арена», Самара |

3-й тур
| 16 октября 2003 |                              | Канберра Кэпиталз | 56 : 72                                               | ВБМ-СГАУ | «МТЛ-Арена», Самара Зрителей: 2 500 |
| 16 октября 2003 | 14:14, 13:22, 15:21, 14:15   |                   |                                                       |          | «МТЛ-Арена», Самара Зрителей: 2 500 |
| 16 октября 2003 | Джексон 26, Хилл 13, Бейли 8 | Очки              | Артешина 19, Степанова 16, Рахматулина 10, Щеголева 8 |          | «МТЛ-Арена», Самара Зрителей: 2 500 |

| 16 октября 2003 |                                                       | Орши | 104 : 26           | Мамбас де Мозамбик | «МТЛ-Арена», Самара |
| 16 октября 2003 | 23:14, 23:3, 29:6, 29:3                               |      |                    |                    | «МТЛ-Арена», Самара |
| 16 октября 2003 | Воутерс 18, Гомис 15, Соре-Гиллеспи 15, Пеликанова 15 | Очки | Силва 6, Нгулета 6 |                    | «МТЛ-Арена», Самара |

Итоговая таблица
| Место | Команда            | И | В | П | М         | Очки |
| ----- | ------------------ | - | - | - | --------- | ---- |
| 1     | Орши               | 3 | 3 | 0 | 272 − 154 | 6    |
| 2     | ВБМ-СГАУ           | 3 | 2 | 1 | 240 − 166 | 5    |
| 3     | Канберра Кэпиталз  | 3 | 1 | 2 | 236 − 206 | 4    |
| 4     | Мамбас де Мозамбик | 3 | 0 | 3 | 102 − 314 | 3    |

## Плей-офф

### За 5 — 8-е места
| 18 октября 2003 |                            | Сан-Паулу | 66 : 88              | Канберра Кэпиталз | «МТЛ-Арена», Самара |
| 18 октября 2003 | 16:25, 17:24, 18:22, 15:17 |           |                      |                   | «МТЛ-Арена», Самара |
| 18 октября 2003 | Аркайн 18, Маркайн 13      | Очки      | Джексон 31, Бэйли 17 |                   | «МТЛ-Арена», Самара |

| 18 октября 2003 |                            | Мамбас де Мозамбик | 53 : 95       | Вурибанк Ханса | «МТЛ-Арена», Самара |
| 18 октября 2003 | 10:30, 16:27, 14:18, 13:20 |                    |               |                | «МТЛ-Арена», Самара |
| 18 октября 2003 | Муянга 9                   | Очки               | Ким 31, Ли 14 |                | «МТЛ-Арена», Самара |

### За 7 -е место
| 19 октября 2003 |                            | Сан-Паулу | 90 : 72              | Мамбас де Мозамбик | «МТЛ-Арена», Самара |
| 19 октября 2003 | 21:19, 12:23, 25:16, 32:14 |           |                      |                    | «МТЛ-Арена», Самара |
| 19 октября 2003 | Аркайн 29, Джонсон 18      | Очки      | Силва 19, Нгулела 16 |                    | «МТЛ-Арена», Самара |

### За 5 -е место
| 19 октября 2003 |                           | Канберра Кэпиталз | 74 : 63  | Вурибанк Ханса | «МТЛ-Арена», Самара |
| 19 октября 2003 | 21:18, 15:19, 21:20, 17:6 |                   |          |                | «МТЛ-Арена», Самара |
| 19 октября 2003 | Джексон 46                | Очки              | Уокер 30 |                | «МТЛ-Арена», Самара |

### ПОЛУФИНАЛ
| 18 октября 2003 |                              | сборная клубов WNBA | 71 : 65                                 | Орши | «МТЛ-Арена», Самара |
| 18 октября 2003 | 15:20, 21:21, 16:16, 19:8    |                     |                                         |      | «МТЛ-Арена», Самара |
| 18 октября 2003 | Фердинанд-Харрис 18, Форд 11 | Очки                | Фистер 16, Соре-Гиллеспи 15, Воутерс 13 |      | «МТЛ-Арена», Самара |

| 18 октября 2003 |                                                              | ВБМ-СГАУ | 75 : 67                                           | УГМК | «МТЛ-Арена», Самара Зрителей: 2 500 |
| 18 октября 2003 | 19:20, 14:16, 17:14, 25:17                                   |          |                                                   |      | «МТЛ-Арена», Самара Зрителей: 2 500 |
| 18 октября 2003 | Корстин 17, Степанова15, Мабика 12, Щеголева 11, Водичкова 9 | Очки     | Свупс 20, Уильямс 11, Осипова 11, Милтон-Джонс 10 |      | «МТЛ-Арена», Самара Зрителей: 2 500 |

### Матч за 3-е место
| 19 октября 2003 |                                                   | УГМК | 70 : 64                                             | Орши | «МТЛ-Арена», Самара Зрителей: 2 500 |
| 19 октября 2003 | 16:18, 14:15, 22:14, 18:17                        |      |                                                     |      | «МТЛ-Арена», Самара Зрителей: 2 500 |
| 19 октября 2003 | Уильямс 18, Свупс 15, Милтон-Джонс 14, Архипова 9 | Очки | Фистер 14, Воутерс 12, Баткович 12, Соре-Гиллеспи 9 |      | «МТЛ-Арена», Самара Зрителей: 2 500 |

### ФИНАЛ
| 19 октября 2003 | | ВБМ-СГАУ | 72 : 68                                                                               | сборная клубов WNBA | «МТЛ-Арена», Самара Зрителей: 2 500 Судьи: Удагава, Ла Моника |
| 19 октября 2003 | 19:11, 23:15, 18:25, 12:17                                                                           |          |                                                                                       |                     | «МТЛ-Арена», Самара Зрителей: 2 500 Судьи: Удагава, Ла Моника |
| 19 октября 2003 | Степанова17, Мабика 16, Водичкова 13, Щеголева 10, Рахматулина 9, Корстин 3, Артешина 2, Наймушина 2 | Очки     | Тизли 21, Форд 15, Фердинанд-Харрис 11, Сноу 6, Томас 5, Уильямс 4, Райли 4, Лоусон 2 |                     | «МТЛ-Арена», Самара Зрителей: 2 500 Судьи: Удагава, Ла Моника |

## Итоговое положение
| 1. ВБМ-СГАУ Ольга Артешина Камила Водичкова Екатерина Демагина Илона Корстин Юлия Королева Мвади Мабика Ольга Подковальникова Оксана Рахматулина Мария Степанова Ольга Фирсова (Наймушина) Татьяна Щеголева Тренеры — Игорь Грудин и Владимир Головин | 2. сборная клубов WNBA Латойя Томас Эдриан Уильямс-Стронг Рут Райли Мишель Николь Тизли Мария Фердинанд-Харрис Кейша Браун Кара Лоусон Кристин Шарп Шерил Форд Мишель Сноу Главный тренер — Майкл Купер | 3. УГМК Светлана Абросимова Анна Архипова Диана Густилина Лидия Милкова Делиша Милтон-Джонс Ирина Осипова Тиша Пенишейру Шерил Свупс Андреа Стинсон Николь Уильямс Марина Хазова Главный тренер — Зоран Вишич |

- 4. Орши
- 5.  Канберра Кэпиталз
- 6.  Вурибанк Ханса
- 7.  Сан-Паулу
- 8.  Мамбас де Мозамбик

## События
- За австралийскую команду «Канберра Кэпиталз» выступила лучший игрок WNBA сезона 2003 Лорен Джексон
- «УГМК» на шесть дней турнира выписала под свои знамёна: Шерил Свупс, Андреа Стинсон, Николь Уильямс и Лидию Милкову.
- сборная клубов WNBA состояла из американских баскетболисток, не подписавших на данный момент контракт ни с одной европейской командой. Данная команда до вылета в Россию три дня тренировались в Нью-Йорке, а в полном составе до турнира работали лишь один день.
- «Мамбас де Мозамбик» играла национальной командой, которая готовилась к отборочному соревнованию за олимпийскую путевку.
- На открытие Кубка Мира прибыли президент ФИБА Карл Мен-Ку Чинг, генсекретарь ФИБА Патрик Бауман, президент «ФИБА Промоушен» Альдо Витале, председатель комиссии ФИБА по связям с прессой Ноа Клейнер, спортивный директор ФИБА Любомир Котлеба, директор по коммуникациям Флориан Вайнингер. Перед открытием турнира с официальными лицами международной федерации встретился губернатор Самарской области Константин Титов.
- Перед финалом состоялось пресс-конференция с участием губернатора Самарской области Константина Титова, генерального секретаря Международной федерации баскетбола Патрика Баумана, председателя Госкомспорта РФ Вячеслава Фетисова и президента Российской федерации баскетбола Сергея Чернова. На ней они дали положительную оценку прошедшему турниру и заявили, что в следующем году Кубок мира трансформируется в Мировую лигу. Её розыгрыш начнется с зональных соревнований на континентах, а финальная часть снова пройдет в России.
- После финального поединка председатель Госкомспорта Вячеслав Фетисов вручил игрокам нашей национальной команды значки заслуженных мастеров спорта, за победу на Чемпионате Европы — 2003.